# Zygmunt Brodowski
Zygmunt Władysław Brodowski (ur. 23 maja 1897, zm. 1973) – pułkownik Wojska Polskiego.

## Życiorys
Zygmunt Władysław Brodowski urodził się 23 maja 1897 roku. 1 czerwca 1921 roku pełnił służbę w dowództwie 2 Armii, a jego oddziałem macierzystym był wówczas 63 pułk piechoty. 3 maja 1922 roku został zweryfikowany w stopniu porucznika ze starszeństwem z dniem 1 czerwca 1919 roku i 1371. lokatą w korpusie oficerów piechoty. W 1923 roku pełnił służę w 63 pułku piechoty w Toruniu. W latach 1924–1927 był oficerem ordynansowym generała dywizji Leonarda Skierskiego, Inspektora Armii Nr III w Toruniu, a od 1926 roku – Inspektora Armii z siedzibą w Toruniu, pozostając oficerem nadetatowym 63 pułku piechoty. W 1927 roku został przeniesiony do Korpusu Ochrony Pogranicza. W latach 1929–1931 pełnił służbę w Placówce Wywiadowczej Nr 1 w Suwałkach. Na kapitana został awansowany ze starszeństwem z dniem 1 stycznia 1931 roku w korpusie oficerów piechoty. 26 marca 1931 roku został przeniesiony z KOP do 76 pułku piechoty w Grodnie.
W 1937 roku został przeniesiony do korpusu oficerów broni pancernych. W czasie kampanii wrześniowej 1939 roku był dowódcą 62 dywizjonu pancernego. 4 września odjechał chory do szpitala. 5 września 1939 roku został ranny pod Sławoszewkiem.
W marcu 1945 roku został przyjęty do Wojska Polskiego i skierowany na kurs doskonalenia oficerów broni pancernej w Modlinie. We wrześniu 1945 roku, po ukończeniu kursu, został przeniesiony do 4 Brygady Pancernej na stanowisko zastępcy dowódcy do spraw liniowych. W listopadzie 1945 roku został awansowany na podpułkownika z pominięciem stopnia majora, a w grudniu na pułkownika. W tym samym czasie został wyznaczony na stanowisko szefa sztabu Głównego Inspektoratu Broni Pancernej. W listopadzie 1948 roku został przeniesiony w stan spoczynku.

## Odznaczenia
- Krzyż Walecznych
- Odznaka Pamiątkowa Generalnego Inspektora Sił Zbrojnych